# Tihotapljenje ljudi
Tihotapljenje ljudi je "omogočanje, prevoz, poskus prevoza ali nezakonit vstop osebe ali oseb preko mednarodne meje, bodisi prikrito ali s prevaro kot je uporaba lažnih dokumentov , ki je v nasprotju z zakonodajo ene ali več držav". Izraz se pogosto enači in uporablja izmenično z izrazom tihotapljenje migrantov, ki je določen s Konvencijo Združenih narodov proti mednarodnemu organiziranemu kriminalu kot: "…preskrba nezakonitega vstopa osebe v državo z namenom posrednega ali neposrednega pridobivanja koristi ali druge premoženjske koristi". Tihotapljenje ljudi se je v zadnjih dveh desetletjih izrazito povečalo in danes predstavlja velik del nezakonitega priseljevanja v državah po svetu. Pogosti razlogi za posameznike, ki želijo da se jih pretihotapi vključujejo možnost zaposlitve in izboljšanje ekonomskega položaja teh oseb in/ali njihovih družin, ter pobeg pred preganjanjem in konflikti v njihovih rodnih državah.
Za razliko od trgovine z ljudmi je za tihotapljenje ljudi značilna privolitev med tihotapcem in ilegalnim migrantov kot pogodben sporazum med njima, ki se prekine ko tihotapljeni doseže svoj cilj.
Tihotapske operacije so kompleksne in v njih so vpleteni mnogi posamezni akterji. Ko tihotapske operacije in njihova struktura postajajo vedno bolj zapletene tako postajajo bolj zapleteni problemi v zvezi s tihotapljenjem ljudi. Večji in manjši akterji vpleteni v tihotapljenje se raztezajo preko celega sveta in tihotapljenje ljudi predstavlja pomemben gospodarski in pravni vpliv na družbo. Rešitve problema tihotapljenja ljudi ostajajo sporne in so podvržene stalni razpravi in nadaljnjemu razvoju.

## Razlogi za tihotapljenje
Številni posamezniki, ki se jih tihotapi, s tem soglašajo ker bežijo pred revščino in stisko, naravnimi nesrečami, konflikti, preganjanjem, ter iščejo priložnosti in boljše pogoje za življenje v tujini. Drugi lahko bežijo z namenom zaprositve za azil. Kljub temu, da so mnogi ilegalni migranti revni in neizobraženi, so med njimi tudi tisti, ki pripadajo izobraženemu srednjemu sloju. Verjetno je edina posplošitev, ki jo lahko naredimo glede ilegalnih migrantov ta, da si vsi prizadevajo za boljše življenje.

## Tihotapske operacije
Tihotapljenje ljudi sega od manjših do obsežnih operacij na nadnacionalnem trgu. Manjši tihotapci načeloma urejajo vse vidike svojih operacij sami. Vendar pa tihotapci bolj pogosto sodelujejo in poslujejo znotraj večje tihotapske mreže, kjer obstaja delitev dela med vpletenimi akterji. V preteklosti so bili tihotapski obroči bolj nepomembni, amaterski in omejeni. Vendar pa so s porastom tihotapljenja ljudi postali vse bolj obsežni in organizirani. V Mehiki je po besedah Jim Chaparre nekdaj majhen in neformalen tihotapski posel postal močna mreža "dobesedno stotin kriminalnih združenj, nekaterih na manjši, drugih na višji ravni". (Pravzaprav je, ko je tok ilegalnih migrantov iz Mehike v Združene države Amerike postal vse bolj organiziran, nastala priložnost za tihotapske skupine v Mehiki, da svoje storitve ponujajo tudi državljanom drugih držav, ne le Mehike. Tihotapske operacije so pogosto zelo kompleksne in tihotapljene osebe se pogosto ustavijo v drugih državah po svetu preden prispejo do svojega končnega cilja).
Libanonsko-mehiška tihotapska mreža vpletena v tihotapljenje ljudi v Združene države Amerike, ki je prišla pod drobnogled policije in proti-obveščevalnih služb je opisana v literaturi.
Čez leta se je tihotapljenje razvilo v dovršeno storitveno dejavnost, z uporabo različnih poti in enklav, ki omogočajo tihotapcem, da postanejo institucionalizirani. Primeri takih poti so; iz Mehike in Srednje Amerike v Združene države Amerike, iz Zahodne Azije preko Grčije in Turčije v države Zahodne Evrope, znotraj Vzhodne in Jugovzhodne Azije. Za cvetoč posel tihotapljenja ljudi so odgovorni različni med seboj povezani dejavniki. od slabe pravne ureditve in ohlapne mejne kontrole do skorumpiranih uradnikov in moči organiziranega kriminala.